# Carlos Munson
Carlos Walter Munson (1 de noviembre de 1869 - 7 de julio de 1940) fue un filántropo, hombre de negocios y político cubano estadounidense, presidente de Munson Steamship Line. 
Fue una figura clave en la incorporación de Flower Hill, Nueva York como aldea, así como en el establecimiento del St. Francis Hospital, en Flower Hill.

## Carrera
Antes de convertirse en ejecutivo de Munson Steamship Line, Carlos comenzó a trabajar para su padre como verificador de carga. En 1908, Carlos Munson se convirtió en presidente de Munson Steamship Line, reemplazando a su padre, luego de su muerte. Ocupó este cargo hasta 1913, cuando se lo entregó a su hermano Frank. Asumió entonces la presidencia de la junta directiva de Munson Steamship Company. Volvería a ser presidente de la empresa tras la muerte de su hermano en 1936.
En 1939, creó la Carlos W. Munson Corporation, que operaba buques de carga de bandera extranjera.

## Biografía

### Infancia y educación
Carlos Munson nació el 1 de noviembre de 1869 en La Habana, Cuba; su padre, Walter David Munson, fue el fundador de Munson Steamship Line. Carlos y su familia se mudaron de Cuba a Brooklyn, Nueva York cuando tenía 14 años.
En 1889, Carlos se graduó de la Academia Adelphi, donde conoció a su esposa, Mabel Williams.

### Vida adulta
Carlos y Mabel se mudaron a lo que ahora es Village of Flower Hill alrededor de 1904, comprando una gran propiedad de la familia Hewlett; Carlos llamó a esta propiedad Elderfields.
Después de mudarse, Carlos y Mabel caminaron hasta el centro de la actual Flower Hill durante una tarde de verano. Durante este tiempo, existía allí una taberna que era un punto de reunión para hombres borrachos. Infeliz de vivir en esa vecindad, Carlos compró terrenos en el área a fin de resolver el problema.
En la época de esta compra de tierras, las Franciscanas Misioneras de María se acercaron a los Munson para tratar de vender ropa de cama hecha a mano. Después de hacerse amigo de las hermanas, Carlos ofreció a los misioneros franciscanos 15 acres (6,1 ha) de su tierra; esta oferta fue aceptada. En esta parcela la comunidad religiosa desarrolló el St. Francis Hospital. Hasta su muerte, Munson solía visitar el hospital para leer libros infantiles a los niños enfermos.
Munson también comenzó a desarrollar partes de Elderfields con nuevas carreteras y casas, y a construir una oficina de bienes raíces en Bonnie Heights Road, en el sitio actual de Flower Hill Village Hall. Además, en 1931, la oficina de bienes raíces de Carlos Munson también fue el lugar donde los residentes locales votaron unánimemente a favor de incorporar Flower Hill como aldea, y la primera reunión de síndicos de la aldea se llevó a cabo en el edificio.
Originalmente, Munson fue elegido para servir como el primer alcalde de Flower Hill en 1931. Sin embargo, optó por no aceptar la nominación y, en cambio, fue designado como administrador de la aldea.
Munson es considerado el padre fundador de Flower Hill.

#### Quiebra, 1935
En 1935, Carlos Munson se declaró en bancarrota, como resultado de los impactos que tuvo la Gran Depresión en la compañía naviera de su familia. Los registros de impuestos muestran que luchó para pagar sus impuestos durante este tiempo y comenzó a vender porciones adicionales de su tierra a desarrolladores que construirían desarrollos de vivienda en la tierra.

### Muerte
Carlos Munson murió el 7 de julio de 1940 en el sanatorio médico de Port Washington en Port Washington. Legó $50 000 (1940 USD) de su fortuna al St. Francis Hospital.

### Legado
Un parque en Elderfields Road en Flower Hill se llama Carlos W. Munson Green, en honor a Munson, el padre fundador del pueblo (40°48′25″N 73°41′01″O / 40.8068858, -73.6835377).

## Vida personal
Munson era cuáquero. No tuvo hijos